# Richard Joseph Malone
Richard Joseph Malone (Salem, 19 marzo 1946) è un vescovo cattolico statunitense, dal 4 dicembre 2019 vescovo emerito di Buffalo.

## Biografia
Richard Joseph Malone è nato a Salem, Massachusetts, il 19 marzo 1956 ed è cresciuto a Hamilton e Beverly. Ha una sorella.

### Formazione e ministero sacerdotale
Dopo aver frequentato le scuole elementari e medie in istituti cattolici, nel 1964 è entrato al Saint John's Seminary College dove si è laureato in filosofia. Ha proseguito gli studi di teologia al seminario "San Giovanni" di Brighton. Ha conseguito il Master of Divinity e il Master of Arts in teologia. Nel 1981 ha conseguito il dottorato in teologia con specializzazione in religione ed educazione all'Università di Boston. Nel 1990 ha ottenuto la licenza in teologia presso la Weston Jesuit School of Theology di Boston.
Il 20 maggio 1972 è stato ordinato presbitero per l'arcidiocesi di Boston da monsignor Humberto Sousa Medeiros. In seguito è stato vicario parrocchiale della parrocchia di San Patrizio a Stoneham dal 1972 al 1974; insegnante presso la Saint Clement High School a Somerville dal 1974 al 1976; cappellano presso la Xaverian Brothers High School a Westwood dal 1976 al 1979; insegnante di teologia e direttore spirituale presso il seminario maggiore "San Giovanni" di Boston dal 1979 al 1990; direttore della pastorale universitaria presso l'Università di Harvard con residenza presso la parrocchia di San Paolo a Cambridge dal 1990 al 1993; direttore dell'ufficio dell'educazione religiosa dal 1993 al 2004; segretario arcidiocesano per l'educazione religiosa con residenza presso la parrocchia del Santo Nome a Roxbury West dal 1995 al 2004.

### Ministero episcopale
Il 27 gennaio 2000 papa Giovanni Paolo II lo ha nominato vescovo ausiliare di Boston e titolare di Aptuca. Ha ricevuto l'ordinazione episcopale il 1º marzo successivo nella cattedrale della Santa Croce a Boston dal cardinale Bernard Francis Law, arcivescovo metropolita di Boston, co-consacranti i vescovi ausiliari William Francis Murphy e John Patrick Boles.
Il 10 febbraio 2004 lo stesso papa Giovanni Paolo II lo ha nominato vescovo di Portland. Ha preso possesso della diocesi il 31 marzo successivo. Ha prodotto e ospitato programmi per CatholicTV. Nel novembre del 2011 ha compiuto la visita ad limina.
Il 29 maggio 2012 papa Benedetto XVI lo ha nominato vescovo di Buffalo. Ha preso possesso della diocesi il 10 agosto successivo con una cerimonia nella cattedrale di San Giuseppe a Buffalo. È stato amministratore apostolico di Portland dal 17 luglio 2012 al 14 febbraio 2014.
Il 4 febbraio 2015 ha pubblicato una lettera di condanna del film Cinquanta sfumature di grigio alla vigilia della sua uscita nei cinema, sfruttando l'occasione per ricordare ai suoi lettori "la bellezza dell'insegnamento della Chiesa sul dono dell'intimità sessuale nel matrimonio, la grande dignità delle donne e la riprovevolezza morale di ogni violenza domestica e dello sfruttamento sessuale".
In seno alla Conferenza dei vescovi cattolici degli Stati Uniti è stato membro della commissione per l'evangelizzazione dal 2002 al 2008, membro della commissione per la catechesi dal 2002 al 2008, membro della commissione per i laici dal 2005 al 2008, rappresentante per la regione ecclesiastica I nel comitato episcopale per la protezione di bambini e giovani dal 2006 al 2011, membro della task force sulla formazione di un ambiente sicuro dal 2006 al 2008, membro del comitato per le comunicazioni dal 2006 al 2008, membro del comitato ad hoc per la preparazione dell'assemblea speciale del 2007, presidente della commissione per l'evangelizzazione e la catechesi, presidente dal 2008 al 2011, membro della task force per la revisione delle collette nazionali dal 2011 al 2012, consulente del comitato ad hoc per la libertà religiosa dal 2014 e membro del comitato esecutivo dal 2014.
È stato consigliere episcopale della Conferenza nazionale per la leadership catechistica dal 2001 al 2007, cappellano internazionale delle Figlie di Isabella dal 2004 al 2008, membro del consiglio di fondazione del seminario nazionale "Papa Giovanni XXIII" dal 2005 al 2014, presidente della Corporation del NECDDRE (Conferenza dei direttori diocesani dell'educazione religiosa del New England) dal 2004 al 2012 e membro del consiglio di amministrazione del St. Joseph's College of Maine dal 2008 al 2012.
È stato membro del forum consultivo del Centro per le iniziative catechetiche dell'Università di Notre Dame dal 2003, membro del consiglio di amministrazione del seminario "Santa Maria" a Baltimora dal 2007, membro del consiglio di direzione di Catholic Relief Services dal 2009 e membro del consiglio consultivo di Catholic Scripture Study International dal 2010.

#### Gestione dei casi di abuso sessuale
Il 12 settembre 2018 sono trapelati documenti ecclesiastici che mostravano che c'erano 106 chierici della diocesi di Buffalo che erano stati accusati credibilmente di abusi sessuali su bambini, molti più dei 42 presenti in un elenco che era stato pubblicato dalla diocesi nel marzo precedente. Malone, insieme a molti altri ex vescovi, è stato anche accusato di aver protetto alcuni di questi "preti predatori", così come almeno una suora, da potenziali procedimenti giudiziari e di averne trasferiti alcuni in altre parrocchie per evitare il controllo.
Nell'agosto del 2018 WKBW-TV ha riferito che Malone aveva reintegrato nel ministero attivo almeno un prete accusato. Diverse accuse di cattiva condotta sessuale sono state infatti presentate contro padre Art Smith. Aveva fama di aver attutato comportamenti inappropriati in una scuola in cui lavorava e il preside si è lamentato con l'arcidiocesi. Il predecessore di Malone, monsignor Edward Urban Kmiec, ha quindi allontanato Smith dal ministero attivo. Malone ha richiamato Smith al ministero attivo poco dopo essere diventato vescovo di Buffalo. Malone ha quindi ingannato gli altri sulla storia di Smith e gli ha permesso di rimanere in contatto con minori senza alcun tipo di sorveglianza. Malone chiese però a Smith di non indossare abiti clericali, celebrare sacramenti e dire messa pubblicamente, sebbene non vi fosse una sentenza canonica o un decreto. Nel 2015 Malone ha restituito a padre Smith la possibilità di celebrare pubblicamente i sacramenti e ha scritto riguardo a lui: "Non sono a conoscenza di nulla nel suo passato che lo renderebbe inadatto a lavorare con bambini e minori". Ha scritto una lettera simile l'anno successivo. Smith è stato inviato a vivere in una canonica parrocchiale. Nel 2017 la diocesi lo ha sospeso in attesa dell'esito di un'indagine su una nuova accusa comprovata di abusi sessuali su minori.
Alcuni chierici che erano ancora attivi nel ministero sono stati sospesi. Il 28 settembre Malone ha nominato Steven L. Halter, un ex agente della divisione di Buffalo dell'FBI, direttore dell'ufficio per la responsabilità personale della diocesi. Questo si occupa delle denunce di abusi sessuali nella diocesi.
Padre Robert Yetter era parroco della parrocchia di Santa Maria nella diocesi di Buffalo. È stato accusato da più adulti di cattiva condotta sessuale. Una presunta vittima ha affermato che Yetter aveva iniziato a molestarlo quando era in seconda elementare. Secondo i documenti ottenuti dalla CNN, nel 2017, la diocesi di Buffalo ha sottoposto a consulenza padre Yetter e lo ha mandato in missione all'estero. Yetter ha scritto una lettera alla diocesi mettendola in guardia dal rimuoverlo, sostenendo che ciò avrebbe avuto un impatto negativo sulle finanze diocesane, poiché la parrocchia di Santa Maria costituiva una delle più grandi contribuenti della diocesi. Nel gennaio del 2018 Malone ha scritto una lettera in risposta a Yetter, ringraziandolo per il suo "ministero fedele ed efficace", e gli ha permesso di continuare a predicare. Yetter è stato costretto a dimettersi nell'agosto del 2018 ed è stato messo in congedo amministrativo dopo l'ennesima accusa.
Malone ha dichiarato di aver gestito le accuse di cattiva condotta contro gli adulti in modo diverso rispetto a quelli contro i minori. Ha affermato: "Consentitemi di essere chiaro. La mia gestione delle affermazioni recenti di alcuni dei nostri parrocchiani in merito alla cattiva condotta sessuale con gli adulti è senza dubbio inferiore agli standard a cui tenete e ai quali teniamo. Possiamo fare di meglio. Faremo di meglio". La direttrice delle comunicazioni Kath Sprangler ha dichiarato che la ragione per cui Yetter non era nella lista dei 42 presunti violentatori era perché quella lista riguardava esclusivamente gli accusati di abusi contro minori. Sprangler ha anche affermato che, sebbene esistesse un "protocollo rigoroso ed efficace" per gestire le accuse di abuso contro minori, non esisteva ancora "un protocollo parallelo per l'accusa di cattiva condotta con gli adulti".
Nel settembre del 2019 le registrazioni audio trapelate hanno rivelato che il vescovo Malone aveva deviato il 40% delle donazioni inviate a enti di beneficenza cattolici nella diocesi di Buffalo a una fondazione nota come "The Bishop's Fund for the Faith". Un documento trapelato da uno degli incontri di Malone con altri membri nel consiglio delle organizzazioni benefiche cattoliche locali ha rivelato anche che la fondazione era inclusa nel bilancio della diocesi come entità corporativa separata che aiutava a proteggere la diocesi dall'essere vulnerabile ai pagamenti derivante da cause legali e da fallimento.
Il 24 settembre 2019, a seguito dell'inizio di un'indagine penale avviata contro il sacerdote diocesano Jeffrey Novak, Malone ha pubblicato una nuova politica e procedure di condotta sessuale per adulti e un nuovo codice di condotta pastorale per il clero.

#### Inchiesta canonica e dimissioni
Nell'ottobre del 2019 la Congregazione per i vescovi ha incaricato il vescovo di Brooklyn Nicholas Anthony DiMarzio di condurre un'indagine sulla diocesi di Buffalo.
Nel novembre del 2019 Malone ha compiuto la visita ad limina. Nell'occasione ha presentato le sue dimissioni a papa Francesco che le ha accettate il 4 dicembre successivo. Il pontefice ha nominato il vescovo di Albany Edward Bernard Scharfenberger amministratore apostolico della diocesi, con l'autorità di gestire i suoi affari in attesa della nomina di un successore del vescovo Malone.

## Genealogia episcopale
La genealogia episcopale è:
- Cardinale Scipione Rebiba
- Cardinale Giulio Antonio Santori
- Cardinale Girolamo Bernerio, O.P.
- Arcivescovo Galeazzo Sanvitale
- Cardinale Ludovico Ludovisi
- Cardinale Luigi Caetani
- Cardinale Ulderico Carpegna
- Cardinale Paluzzo Paluzzi Altieri degli Albertoni
- Cardinale Gaspare Carpegna
- Cardinale Fabrizio Paolucci
- Cardinale Francesco Barberini
- Cardinale Annibale Albani
- Cardinale Federico Marcello Lante Montefeltro della Rovere
- Vescovo Charles Walmesley, O.S.B.
- Arcivescovo John Carroll, S.I.
- Vescovo Benedict Joseph Flaget, P.S.S.
- Arcivescovo Martin John Spalding
- Cardinale James Gibbons
- Vescovo Edward Patrick Allen
- Vescovo Richard Oliver Gerow
- Vescovo Joseph Bernard Brunini
- Cardinale Bernard Francis Law
- Vescovo Richard Joseph Malone

## Araldica
| Stemma | Titolare                                 | Descrizione |
|        | Richard Joseph Malone Vescovo di Buffalo | Secondo la tradizione araldica dei paesi anglosassoni, lo stemma del vescovo di una diocesi, chiamato "vescovo diocesano", sono unite (impalate) con lo stemma della sua giurisdizione, in questo caso la diocesi di Buffalo, a significare l'unione dell'uomo e dell'ufficio che ricopre. Lo stemma della diocesi è composto da un campo argento sul quale è presente un bufalo nordamericano rosso in piedi su un tumulo verde che rappresenta il mondo. Il bufalo tiene nella sua zampa anteriore un bastone d'oro che si estende in un capo rosso nel terzo superiore del disegno. Sul bastone è appesa una bandiera con una tacca alla fine. Questo stendardo presenta una croce rossa su uno sfondo d'argento. Per il suo stemma personale il vescovo Malone ha modificato leggermente lo stemma che aveva adottato dopo essere stato scelto per ricevere la pienezza del sacerdozio di Cristo quando è stato chiamato a essere vescovo ausiliare dell'arcidiocesi di Boston e che ha mantenuto durante il suo mandato come vescovo di Portland, nel Maine. Lo stemma è composto da due sezioni. Quella principale è verde con sopra un leone d'oro rampante. Questa è la principale figura presente nello stemma della famiglia Malone. Il capo dello stemma è gallonato di blu e argento per simulare la parte di una "piazza del carpentiere", in onore di San Giuseppe, patrono della diocesi di Buffalo. Sul campo è presente il monogramma di Maria, una "A" e una "M" intrecciate che stanno per "Auspice Maria", che significa "Sotto la protezione di Maria". Questo onora e riconosce la profonda devozione del vescovo per la Beata Vergine Maria. Come motto ha scelto la frase "Live the truth in love". Con questa espressione il vescovo Malone esprime che come cristiani, tutti noi siamo chiamati a proclamare la verità che è Gesù Cristo e il suo messaggio, specialmente con la testimonianza della nostra vita. Lo stemma è completato dagli ornamenti esterni che sono una croce processionale episcopale d'oro, posta dietro e che si estende sopra e sotto lo scudo, e un galero, con sei nappe, in tre file, su entrambi i lati dello scudo, il tutto in verde. Queste sono le insegne araldiche di un prelato del grado di vescovo, per ordine della Santa Sede del 31 marzo 1969. Lo stemma è stato descritto dal diacono Paul J. Sullivan. |